# Carovigno
Carovigno (in der Antike Carbina) ist eine italienische Gemeinde in der Provinz Brindisi in Apulien auf der salentinischen Halbinsel mit 16.943 Einwohnern (Stand 31. Dezember 2023). Zur Gemeinde gehört weiterhin Torre Santa Sabina.
Zur Gemeinde Carovigno gehören außerdem die Badeorte Torre Santa Sabina, Specchiolla, Torre Guaceto und Pantanagianni, sowie der Weiler Serranova.

## Etymologie
Der Name, bei einem Übersetzungsversuch aus dem Italienischen, bedeutet etwa „Teure Weinfelder“.
Bis zum 19. Jahrhundert nannte man es noch Carbrun. Eine alte Villa auf dem Weg in Richtung San Vito dei Normanni stammt aus dieser Zeit. Ein Hotel mit dem Namen Carbrun bezeugt noch den alten Namen.
Eine Notiz des Klearchos von Soloi erwähnt ein Carbina (Κάρβινα) als eine Stadt der Messapier. Auch Funde von Inschriften im messapischen Dialekt bei Carovigno deuten auf eine Begründung der Stadt in der Antike.

## Sehenswertes
- Schloss in Carovigno mit Schlosspark (Castello Dentice di Frasso)
- in Teilen erhaltene Altstadt
- Santuario della Madonna del Belvedere
- Befestigungstürme an der Küste in unterschiedlichem Erhaltungszustand (Torre Santa Sabina, Torre Guaceto, Torre Spaccata)
- Naturschutzgebiet Torre Guaceto